# 3e bataillon de volontaires de l'Ain
Le 3e bataillon de volontaires nationaux de l'Ain, également appelé plus simplement 3e bataillon de l'Ain, était une unité militaire de l’armée française créé sous la Révolution française. 

## Création et différentes dénominations
Le 3e bataillon de volontaires de l'Ain est formé à 8 compagnies et 1 compagnie de grenadiers le 1er décembre 1791 à Bourg-en-Bresse.
- Compagnie de grenadiers
- 1re compagnie de Châtillon-sur-Chalaronne.
- 2e compagnie de Bourg-en-Bresse
- 3e compagnie de Montluel
- 4e compagnie de Pont-d'Ain
- 5e compagnie de Treffort et de Coligny
- 6e compagnie de Pont-de-Vaux, Bâgé-la-Ville et Saint-Trivier-de-Courtes
- 7e compagnie de Trévoux
- 8e compagnie de Montmerle-sur-Saône

Il est dissous le 17 messidor An III (5 juillet 1795) lors de son amalgame pour former la 199e demi-brigade de première formation.

## Commandants
Les commandants en chef du 3e bataillon de volontaires de l'Ain ne sont pas indiqués.

## Historique des garnisons, combats et batailles

### 1791
Le 3e bataillon de volontaires de l'Ain est composé de 570 volontaires des districts de la partie occidentale du département (Bourg, Châtillon-les-Dombes, Montluel, Pont-de-Vaux et Trévoux), formés en compagnies par les commissaires du 4 au 25 septembre et rassemblés à Bourg-en-Bresse le 11 décembre pour s'organiser en bataillon. Il est passé en revue, probablement le 12
(on n'a pas le procès-verbal), est maintenu à Bourg en quartiers d'hiver.

### 1792
Le bataillon quitte Bourg-en-Bresse le 7 février, et, par Lons-le-Saunier et Sellières, va tenir garnison le 11 à Dôle. Affecté à l'armée du Rhin, est envoyé à Fort-Louis en mai et fin juin à Schlestadt avec 512 présents. Il y stationne jusqu'en octobre aux ordres du colonel Daudirant tout en détachant sa compagnie de grenadiers au camp de Wissembourg. Désigné le 1er octobre pour faire partie du 1er corps de 10 000 hommes destiné à Mayence, il demeure néanmoins à Schlestadt jusqu'en novembre avec 467 présents.  Le 12 octobre le bataillon se constitue une section de canonniers et entre en campagne fin novembre à l'armée des Vosges. Il campe sur la Nidda le 1er décembre, à Eschersheim et Rödelheim, avec la brigade Falk, puis à partir du 10 octobre à Maudach (de).

### 1793
Le 1er janvier il est encore à Maudach (de) avec un effectif de 541 hommes. En février il cantonne à Otterstadt, et en mars à Spire et prend part à l'expédition de Custine et campe à Wissembourg à partir d'avril. Le 1er mai il reçoit plus de 300 recrues du district de Bourg, puis demeure immobile jusqu'à la fin de juillet. Le 15 août il est à Lauterbourg avec 748 présents avec son dépôt à Strasbourg, avant de venir le 20 au fort Saint-Rémy, où il appartient à la division Munnier, brigade Montigny, y reste jusqu'à la fin de septembre, puis se trouve le 12 octobre au moulin de Bienwald. Le 30 octobre il est à Souffelweyersheim aux ordres d'Isambert et quitte, le 11 novembre, l'armée du Rhin pour passer à l'armée de la Moselle. Le 29 novembre, il perd quelques hommes lors d'un accrochage à Kaiserslautern.

### 1794
Le 3 février le bataillon est passé en revue à Metz ou on lui incorpore une partie du bataillon de réquisition de Sarrelouis, et renvoyé le 16 mars par Hoche comme renfort à l'armée du Rhin. Le 24 mars il se trouve à Neustadt ou il reçoit, le 20 avril, de nombreux réquisitionnaires de Nevers. Le 9 mai il est à la 2e division à Mussbach ou il compte 848 présents, puis il est dirigé sur Kaiserslautern. Le 22 mai, les autrichiens attaquent le bataillon au dessus de Kaiserslautern qui est rejeté le 23 sur la rive gauche de la Lauter, en perdant plus de 400 volontaires, tués ou pris, et tous ses bagages. Il parvient à sauver à grand'peine ses canons, mais réussit à gagner, avec Gouvion-Saint-Cyr, Stelzenberg, puis Pirmasens.
Les 1er et 4 juin il reçoit 80 réquisitionnaires de Broons et de Rostrenen et 65 d'Yvetot. Du 19 juin au 3 juillet il est attaché à la division Renaud qui compose l'aile droite de l'armée de la Moselle. 
Le 13 juillet, avec un effectif de 741 hommes, il bivouaque au camp de Martinshöhe puis on retrouve le bataillon à Cerf le 17 août puis au camp d'Elrich le 10 novembre.
Du 21 novembre à la fin de l'hiver il participe au siège de Luxembourg.

### 1795
Le bataillon demeure devant Luxembourg jusqu'au 17 avril, puis il est envoyé à Neuf-Brisach le 29 mai. Le bataillon est amalgamé le 5 juillet avec le 2e bataillon de volontaires de Seine-et-Marne et le 10e bataillon bis de volontaires de la Côte-d'Or pour former la 199e demi-brigade de première formation qui entrera dans la composition de la 51e demi-brigade de deuxième formation.

## Biographie de personnes ayant servi au3ebataillon de volontaires de l'Ain

### Jean-Baptiste Rouville
Jean-Baptiste Rouville est né à Lyon le 26 avril 1755. Il s'engage en 1777 dans le régiment de Royal-Dragons qu'il quitte en 1785 pour devenir quincailler à Trévoux. Le 12 décembre 1791 il est nommé lieutenant-colonel en second du 3e bataillon de volontaires de l'Ain puis il est promu chef du 8e bataillon de volontaires de l'Ain le 26 août 1793. Le 10 avril 1794 il devient agent supérieur militaire puis commandant le dépôt du contingent de la levée des 300 000 hommes à Belfort le 23 septembre 1795. Il est remis en activité comme lieutenant d'infanterie le 19 juillet 1798.